# Župnija Mekinje
Župnija Mekinje je rimskokatoliška teritorialna župnija dekanije Kamnik nadškofije Ljubljana.